# Alero (arquitectura)

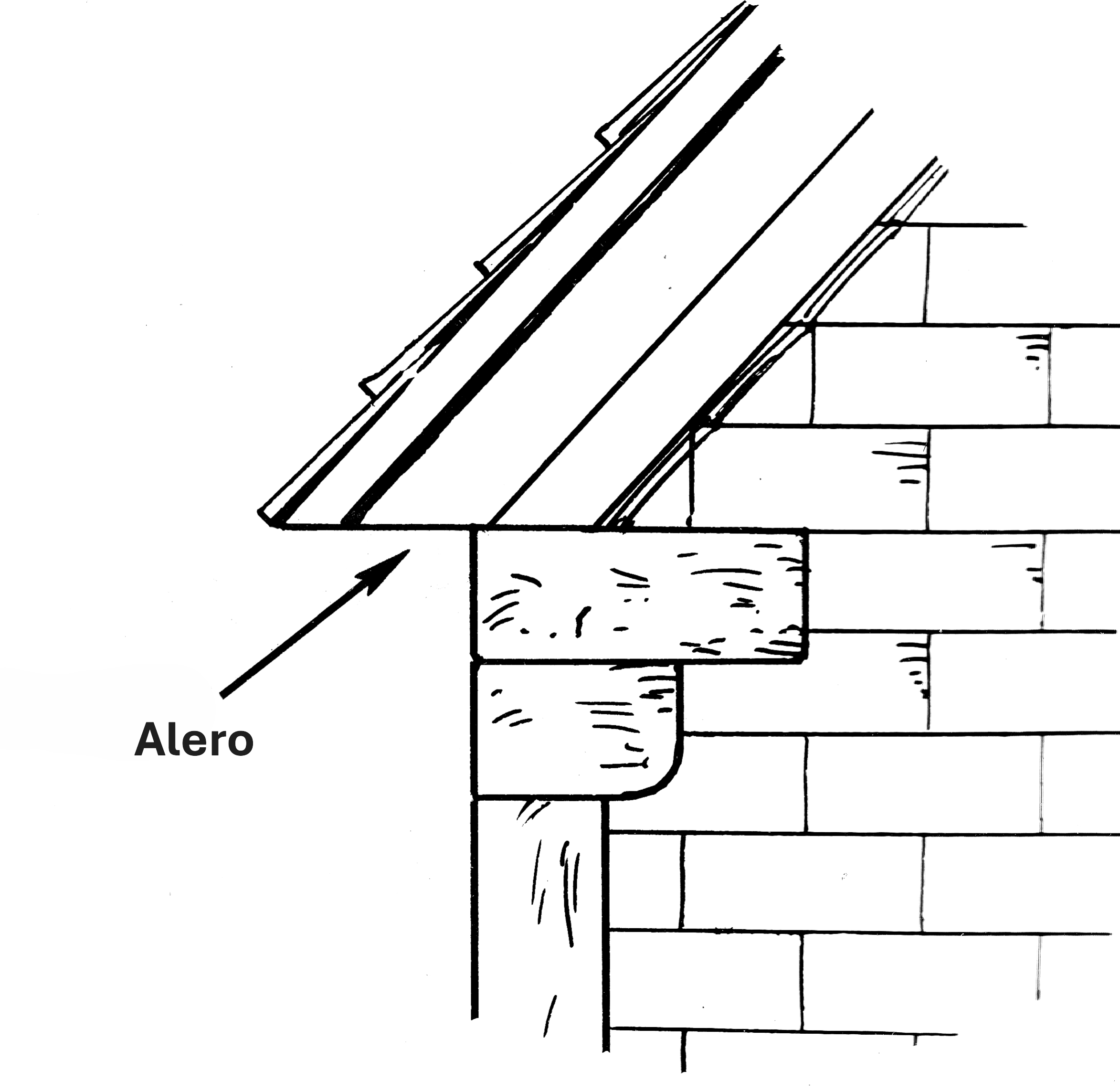
Gráfico de un alero.

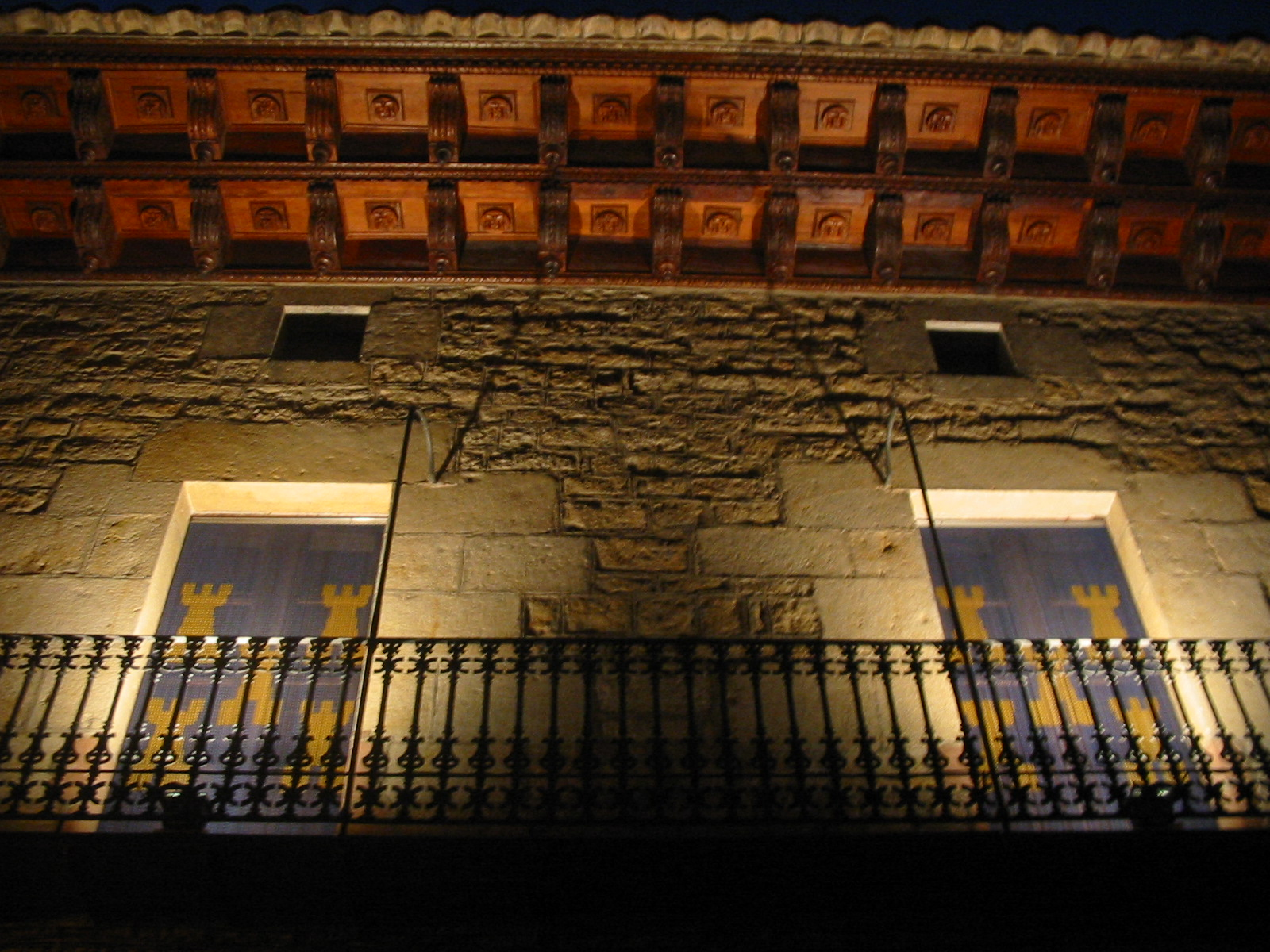
Alero de grandes dimensiones en Cinctorres, Valencia (España).

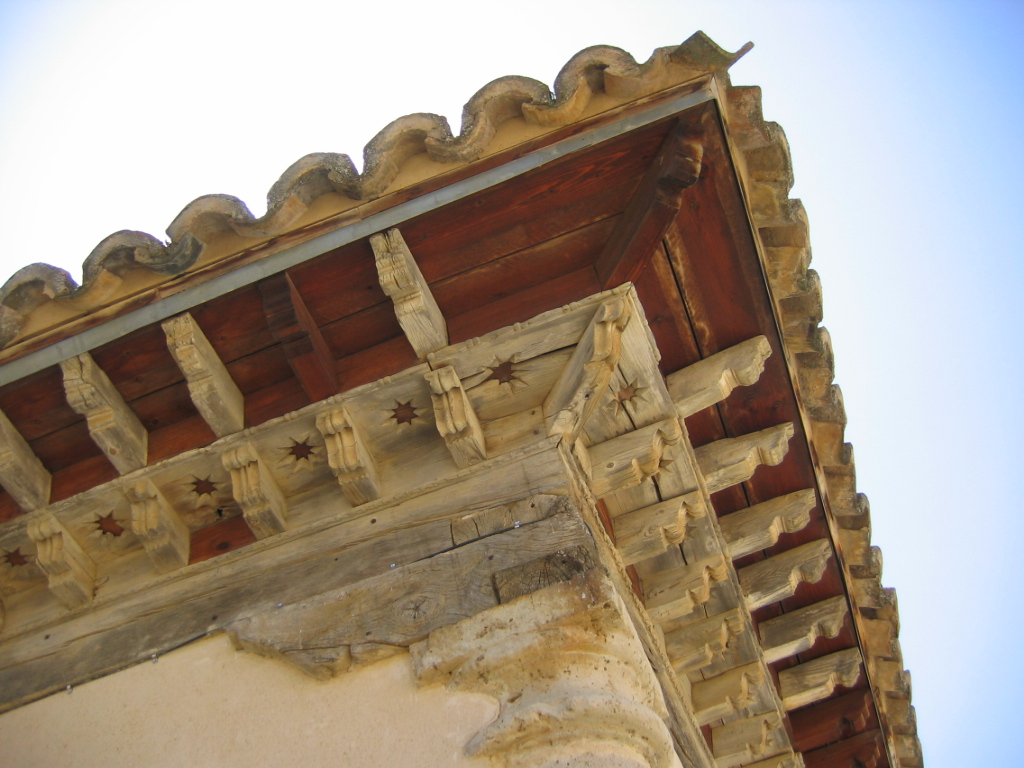
Alero decorado en la Ermita de La Piedad del en Osorno la Mayor, Palencia (España).

Se llama alero, tejaroz o socarrén a la parte inferior de una techumbre que sobresale de una fachada. Su finalidad puede ser decorativa o funcional (muchas veces ambos), pues se utiliza para desviar las aguas llovedizas y evitar que caigan sobre el muro. 
Una manifestación muy común del alero es la cornisa (en sus variedades simple, corrida, a sardinel, ajedrezada, de hileras triscadas o en pico). De hecho, algunos tipos de aleros reciben directamente la definición de cornisa (el conjunto de molduras que conforma el remate), como el alero enfoscado que se conoce más como cornisa corrida. Sin embargo, existen otros tipos de aleros, como la bocateja o el canecillo (en su acepción de saliente, generalmente en forma de voluta). Otra acepción del canecillo lo define como solo una parte del alero, la que apoya la cornisa. 

## Uso decorativo
En ocasiones, sobre todo en el arte románico, el alero consiste en una faja ornamentada con arcadas y otros motivos.